# Zalužice
Zalužice es un municipio del distrito de Michalovce en la región de Košice, Eslovaquia, con una población estimada a final del año 2024 de 1161 habitantes.
Se encuentra ubicado al noreste de la región, en la cuenca hidrográfica del río Bodrog (afluente derecho del Tisza) y cerca de la frontera con la región de Prešov, Ucrania y Hungría.

## Demografía
| Año        | 1994 | 2004    | 2014    | 2024    |
| ---------- | ---- | ------- | ------- | ------- |
| Población  | 1214 | 1140    | 1152    | 1161    |
| Diferencia |      | −6,09 % | +1,05 % | +0,78 % |

| Año        | 2023 | 2024    |
| ---------- | ---- | ------- |
| Población  | 1164 | 1161    |
| Diferencia |      | −0,25 % |